# Straß in Steiermark
Straß in Steiermark là một đô thị thuộc huyện Leibnitz trong bang Steiermark, nước Áo. Đô thị Straß in Steiermark có diện tích 8,71 km², dân số cuối năm 2005 là 254 người.